# Grethe og Jørgen Ingmann
Grethe Ingmann (1938-1990) og Jørgen Ingmann (1925-2015) var et dansk musikerpar, der vandt Dansk Melodi Grand Prix 1963 med sangen "Dansevise" og efterfølgende vandt Europæisk Melodi Grand Prix samme år.
Forinden havde de udsendt en hel del plader. Jørgen Ingmann udsendte sideløbende en hel del plader for Metronome, hvoraf Apache (1960) nåede den amerikanske Billboard, som noget yderst sjældent for en dansk plade. Som en af de første i Europa brugte Jørgen Ingmann flersporsteknik på sine indspilninger med en maskine udviklet af Fillip Voss.
Grethe og Jørgen fik 20 års musikalsk samarbejde, fra de mødtes i 1955 til de blev skilt i 1975.
En bog om deres liv og karriere udkom i 2003.